# Río Oviedo
El río Oviedo es un río situado en el término municipal de Cambil, en la provincia de Jaén (España). Es un afluente del río Cambil, y ha excavado un valle por el que transcurre la A-324. Nace en la pedanía cambileña de Mata-Bejid